# Corferias
Corferias (BVC: CORFERIAS) es un recinto ferial ubicado en Bogotá, Colombia, destinado a realizar eventos locales, nacionales e internacionales. Aunque fue creado para la realización de actividades feriales, este centro se ha adecuado para ser centro de importantes actividades sociales, empresariales y culturales.

## Historia
Corferias fue fundada el 8 de junio de 1954 por decreto 1772 por capital mixto entre el Ministerio de Fomento de Colombia y la Asociación Colombiana de Pequeñas y Medianas Industrias (ACOPI). En su momento el gerente general fue Jorge Reyes Gutiérrez.
El 29 de octubre de 1954, abrió sus puertas con la realización de la primera Feria de Exposición Internacional, que con el tiempo se convirtió en la Feria Internacional de Bogotá. En 1955, Corferias se transformó en una Sociedad Anónima cuando ACOPI vendió algunas de sus acciones al Instituto de Fomento Industrial (IFI).
En 1969 se fundó la Asociación de Ferias de América (AFIDA) con el objetivo de reglamentar las actividades feriales de Suramérica. Inicialmente la asociación estuvo conformada por Bogotá, Lima, Santiago de Chile y El Salvador y Corferias asumió la presidencia de la asociación. Entre 1974 y 1988 se incrementaron a siete los eventos anuales organizados en el lugar.
En 1989, la Cámara de Comercio de Bogotá adquirió la totalidad de las acciones de la sociedad, Hernando Restrepo Londoño fue nombrado su nuevo director. También comenzó a realizar un Plan Maestro de Desarrollo para mejorar la posición del recinto a nivel del Grupo Andino, Centroamericano y del Caribe. Cotiza en la Bolsa de Valores de Colombia (BVC) bajo el nemotécnico CORFERIAS.

## Estructura

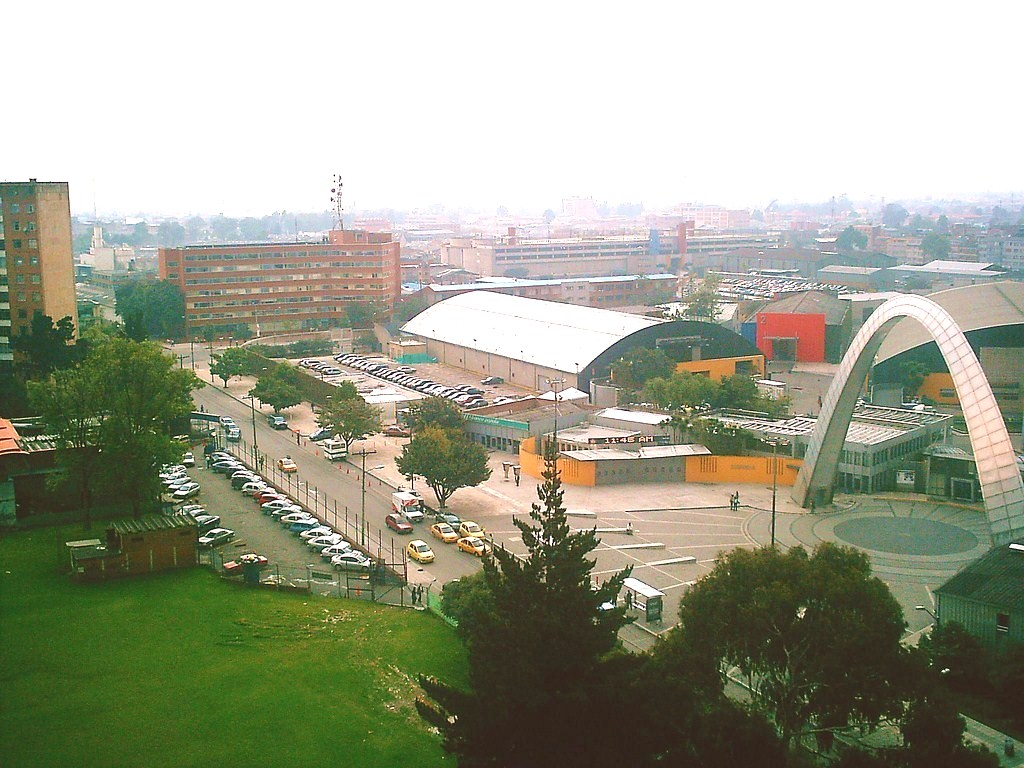
Entrada principal a Corferias. Su arco se ha convertido en el símbolo de esta organización.

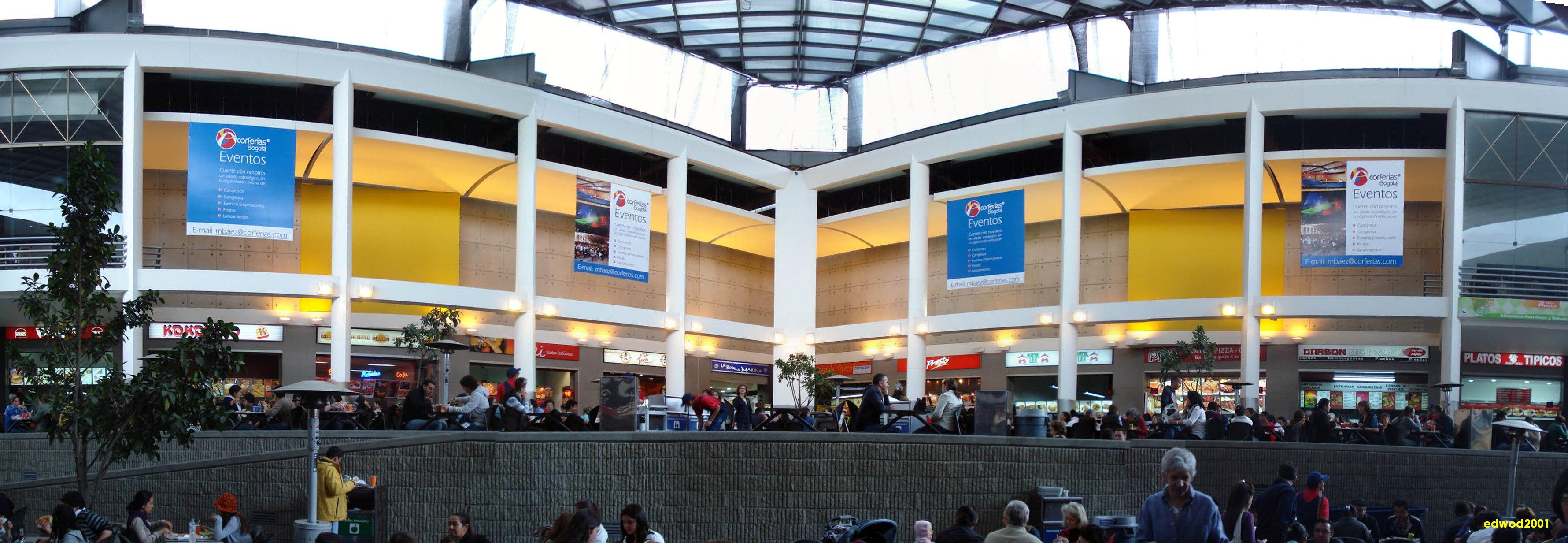
Plazoleta de Comidas del recinto ferial

Mapa de las instalaciones de recinto ferial

En 2010 cuenta con 17 pabellones de exposición compuesto mayormente por productos tanto colombianos como internacionales. Cuenta con un área cubierta para exhibición de 44.430 m² y 15.000 m² al aire libre. Desde 2002, está en uso el llamado Gran Salón de 6.000 m², que permite realizar eventos que alberguen 6.000 personas sentadas y 13 000 de pie.
El recinto está en proceso de expansión con la construcción de un nuevo pabellón que permitirá albergar 10.500 sentadas y 21.000 personas de pie. El complejo pasará de 17 pabellones que tiene actualmente a 23 en total. De esta manera incrementará a 53.150 m² para exhibición.
En la actualidad es el puesto de votación más concurrido en Colombia en tiempo de elecciones, La más reciente vez fue en las presidenciales de 2014.

### Centro Internacional de Convenciones "Ágora Bogotá"
En el 2014 se inició la construcción del Centro Internacional de Convenciones al costado Sur de Corferias, con un costo de $344 mil millones aportados por la Cámara de Comercio de Bogotá, Corferias y los gobiernos Nacional, Distrital y departamental, se espera que este listo en el 2017. Contará con un hall principal con una capacidad de 4000 asientos (mitad fijos, mitad desmontables), salones múltiples con capacidades de 1000, 500, 250 y pequeñas salas de reuniones, áreas de servicio y soporte, lobby, plazoleta de comidas, 2 pisos subterráneos de parqueadero y un área de exhibición entre otros.

## Eventos
Corferias ha servido de sede de muchos eventos durante su historia, entre los que se encuentran:

### Conciertos
| Artista | Fecha                    |
| --- | ------------------------ |
| Compañía Ilimitada y Soda Stereo | 7 de noviembre de 1986   |
| Ricky Martin | 25 de noviembre de 2005  |
| Caetano Veloso | 11 de agosto de 2007     |
| Elton John y Fonseca | 29 de enero de 2009      |
| Basement Jaxx | 1 de abril de 2009       |
| The Veronicas y Shakira | 11 de octubre de 2009    |
| Kraken, Mojiganga, Superlitio, Darkness, Leon Bruno, Pasión Eterna, Big City e Izzi | 7 de noviembre de 2009   |
| Franz Ferdinand y The Hall Effect | 27 de marzo de 2010      |
| Placebo y V for Volume | 22 de abril de 2010      |
| Sting | 6 de junio de 2010       |
| Pornomotora | 30 de julio de 2010      |
| Paramore y El Sin Sentido | 2 de marzo de 2011       |
| Andrea Bocelli | 25 de marzo de 2011      |
| Juan Luis Guerra | 18 de agosto de 2011     |
| Franco De Vita | 1 de diciembre de 2011   |
| 1280 Almas, Ekhymosis, Nepentes, Razón De Ser y Hotel Sonor | 26 de enero de 2013      |
| Kraken, La Derecha, Doctor Krápula, Superlitio, Hasta El Fondo y Area 12 | 27 de enero de 2013      |
| Incubus y Soja | 13 de diciembre de 2013  |
| L.A. Guns y Salidos De La Cripta | 24 de enero de 2014      |
| The Mills, Skampida, Snow Cash y Vertical Valley | 25 de enero de 2014      |
| Lita Ford, Broken Zip, The South e Info | 26 de enero de 2011      |
| Kevin Johansen | 11 de mayo de 2014       |
| Extremoduro | 14 de diciembre de 2014  |
| Don Tetto | 23 de enero de 2015      |
| Sister Nancy, Delly Ranx, Neil Amos y Alerta Kamarada | 24 de enero de 2015      |
| U.D.O., Blaze Bayley, Tim Owens, Mike Vescera, Nepentes y The Ikarus Falling | 23 de enero de 2015      |
| The Chemical Brothers, Hot Chip, Bomba Estéreo, Brodinski, Gorgon City y Totally Enormous Extinct Dinosaurs | 7 de diciembre de 2015   |
| Disclosure | 16 de septiembre de 2016 |
| Nicky Romero | 17 de septiembre de 2016 |
| Macklemore & Ryan Lewis, Orishas, Tegan and Sara, Systema Solar, Roca, Diva Gash, Sidestepper, Crew Peligrosos y Burning Caravan | 1 de diciembre de 2016   |
| Los Fabulosos Cadillacs, Carajo, Aterciopelados, Catupecu Machu, Ana Tijoux, La Derecha, Monsieur Periné, 1280 Almas, Esteman, The Chamanas, Pedrina y Río, FatsO y Reyno                                                                 | 2 de diciembre de 2016   |
| Carlos Vives, Instituto Mexicano del Sonido, Bostich + Fussible de Nortec Collective, Santiago Cruz, Kinky, Superlitio, Palenke Soultribe, Vicente García, Revolver Plateado, Ciegossordomudos, Ságan, Pablo Trujillo y Consulado Popular | 3 de diciembre de 2016   |
| Paul van Dyk, Chris Cornell, House of Pain, El Freaky Soundsystem, La Etnnia, Diamante Eléctrico, Alcolirykoz, Ximena Sariñana, Ali A.K.A. Mind, Rey Pila, Nanpa Básico, Telebit, Aerophon Crew y Lianna                                  | 4 de diciembre de 2016   |
| Exumer, Onslaught, Darkness, Kilcrops y Perpetual Warfare | 27 de enero de 2017      |
| Nepentes, Telebit, Consulado Popular, Yooko, Lilly Mosh, Alto Grado, Mad Tree y Psicoactivo | 28 de enero de 2017      |
| Papa Michigan, Marla Brown, Alerta Kamarada, Alex Marley y Radio mc | 29 de enero de 2017      |
| Slayer y Perpetual Warfare | 2 de mayo de 2017        |
| Nicky Jam, Bryant Myers, Becky G, Darkiel y Valentino | 24 de mayo de 2019       |
| Baum Festival con Adam Beyer, stephan bodzin, Ellen Allien, Kobosil, Len faki, Oscar Mulero. | 20 y 21 de mayo de 2022  |
| Baum Festival 2023 | 20 y 21 de mayo de 2023  |
| Baum Festival 2024 | 24 y 25 de mayo de 2024  |
| Babymetal | 28 de octubre de 2024    |

### Eventos culturales
- Feria Internacional del Libro de Bogotá[14]
- Feria artesanal Expoartesanías[15]
- Festival Iberoamericano de Teatro de Bogotá[16]
- Feria de las Colonias[17]
- Feria Internacional de Bogotá[18][19]
- Feria Gastronómica[20]
- Salón del Ocio y la Fantasía[21]

### Eventos internacionales
- Campus Party[22]
- Feria latinoamericana del entretenimiento[23]
- Feria andina de juegos de azar[24]
- Feria Internacional del medio ambiente[25]
- Feria Internacional de servicios, transporte de las Américas[26]
- Feria Internacional de Arte de Bogotá - ARTBO[27]
- Feria Internacional agropecuaria(Agroexpo)[28]
- Kids Choice Awards Colombia[29]
- Sónar Bogotá 2015 y 2016
- Club Media Fest (2016)
- Almax Festival 2016

### Eventos nacionales
- Sorteo de la Copa América 2001.[30][31]
- Puesto de votación del Consejo Nacional Electoral[8]
- Lanzamiento de la Copa Mundial de Fútbol Sub-20 de 2011[32]

### Eventos empresariales
- Feria del hogar[33]
- Salón del Ocio y la Fantasía[34]
- Salón de la Moda[35]
- Leather Show[36]
- Feria de Jóvenes Empresarios[37]
- Feria Internacional de la Salud[38]
- Expo Vinos[39]
- Expo Novias[40]
- Salón Internacional del automóvil[41]